# Substrat català

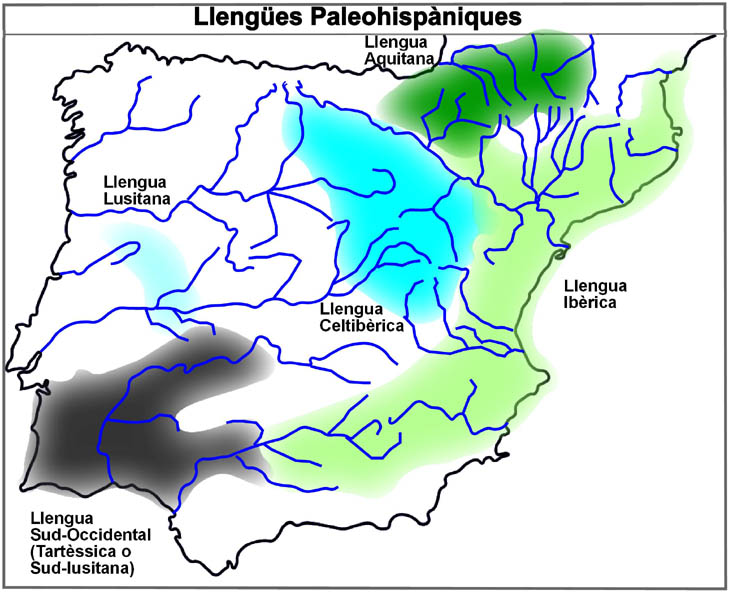
Llengües paleohispàniques

El substrat català, en l'estudi de la història de la llengua catalana, fa referència a les llengües preromanes que van influir en la formació del català, sobretot en el lèxic i en la toponímia.

## Classificació
A partir de les llengües preromanes, s'estableix la diferenciació entre el substrat iberobasc, el substrat cèltic i el substrat sorotàptic.
El substrat iberobasc està format per dues llengües diferents que van estar en contacte. Alguns dels elements del lèxic general que han restat en el català són: esquerre, pissarra, estalviar, bassa i paparra. I alguns topònims d'origen basc del nord-oest de Catalunya com: Esterri, Benavarri, Ordino, entre d'altres. La situació geogràfica d'aquests topònims correspon a les zones ocupades per, entre d'altres, les tribus dels ilergets, actualment la major part de les comarques lleidatanes, i dels ceretans, distribuïts per les valls altes del Segre.
El substrat cèltic correspon al poble indoeuropeu dels celtes. La major part dels celtismes són essencialment topònims com: Besalú, Salardú, Verdú, entre d'altres.
El substrat sorotàptic prové del sorotapte, una llengua indoeuropea precelta, de la qual es conserven alguns elements com el mot comú barana, per exemple.